# Anija
Anija (in tedesco Hanniecken) è un comune rurale dell'Estonia settentrionale, nella contea di Harjumaa. Il centro amministrativo del comune è la città (in estone linn) di Kehra, con  3 196 abitanti. Nel 2017 ha inglobato il comune di Aegviidu.

## Località
Il comune comprende 31 località (in estone küla), tutte indicate in passato con il loro nome tedesco:
- Aavere (Hafersdorf)
- Alavere (Allafer)
- Anija (Hanniecken)
- Arava (Arawa)
- Härmakosu (Hermakosso)
- Kaunissaare (Kaunissar)
- Kehra (Kedder)
- Kihmla (Kimbel)
- Kuusemäe (Kussemäggi)
- Lehtmetsa (Lechtmetz)
- Lilli (Lillemois)
- Linnakse (Linnax)
- Looküla (Looküll)
- Lükati (Krayenberg)
- Mustjõe (Mustjäggi)
- Paasiku (Pasik)
- Parila (Pargel)
- Partsaare (Partsar)
- Pikva (Pickwa)
- Pillapalu (Pillapahl)
- Rasivere (Rassefer)
- Raudoja (Raudey)
- Rooküla (Rohküll)
- Salumetsa (Sallometz)
- Salumäe (Sallomäggi)
- Soodla (Sodel)
- Uuearu (Neuarro)
- Vetla (Wettel)
- Vikipalu (Wickenpahl)
- Voose (Wosel)
- Ülejõe (Illejoch)